# Katell Berthelot
Katell Berthelot, nascido em Paris a 13 de fevereiro de 1972, é um historiador francês das religiões, especializado no judaísmo antigo e comparando os três monoteísmos. É diretora de investigação do Centre national de la recherche scientifique (CNRS) e está ligada ao Centro Paul-Albert February da Maison Méditerranéenne des Sciences de l'homme (MMSH) em Aix-en-Provence. Venceu o Prêmio Irène Joliot-Curie em 2008 na categoria Jovem Cientista.

## Carreira
Berthelot formou-se na HEC Paris em 1993 e obteve o seu mestrado em literatura. Mudou o rumo da sua carreira na década de 1990, depois de viajar para Israel durante dois anos e estudar textos recém-descobertos da Bíblia. A sua educação incluiu a história das religiões na Universidade Paris Sorbonne-Paris IV, onde obteve um Diploma de Estudos Avançados (DEA). Passou os anos seguintes no Centro Orion de Estudos de Qumran, na Universidade Hebraica de Jerusalém. O seu doutoramento na Sorbonne em 2001, dirigido por Mireille Hadas-Lebel, foi sobre “Israel e a humanidade no pensamento judaico nos tempos helenísticos e romanos”. Em 2002, Berthelot ingressou no CNRS, no Centro Paul-Albert Juillet em Aix-en-Provence como investigadora, e foi nomeada diretora de investigação do CNRS em outubro de 2015.
Trabalhando com manuscritos bíblicos e os seus comentários, a sua investigação abrange a noção de humanismo na filosofia grega antiga e no pensamento judaico antigo, especificamente a leitura judaica da história bíblica da conquista de Canaã pelos hebreus ou a universalidade da lei judaica.
Berthelot co-realizou, com Thierry Legrand e André Paul, a edição bilingue dos Manuscritos do Mar Morto (Qumran) de 2006 a 2018 para as edições Cerf, bem como Deus, uma investigação, uma obra comparando os três grandes monoteísmos e os seus pontos em comum como bem como o que os distingue.
De 2014 a 2019, Berthelot dirigiu o projeto de investigação “Judaísmo e Roma”, financiado pelo ERC (Conselho Europeu de Investigação).

## Prémios
- Prix Sophie-Barluet (2017)
- Prix Pierre-Lafue (2017)
- Irène Joliot-Curie Prize (2008)
- CNRS medalha de bronze (2007)